# Antonov An-148
Antonov An-148 (ukrajinsky: Антонов Ан-148) je regionální proudový dopravní letoun vyráběný ukrajinskou leteckou společností Antonov. 26. února 2007 získal certifikaci o letové způsobilosti. Kromě Ukrajiny se vyráběl do roku 2017 i v ruské Voroněži. Uvádí se, že komponenty letounu pocházejí ze 70 % od ruských výrobců a ze 30 % od výrobců z Ukrajiny.

## Vývoj

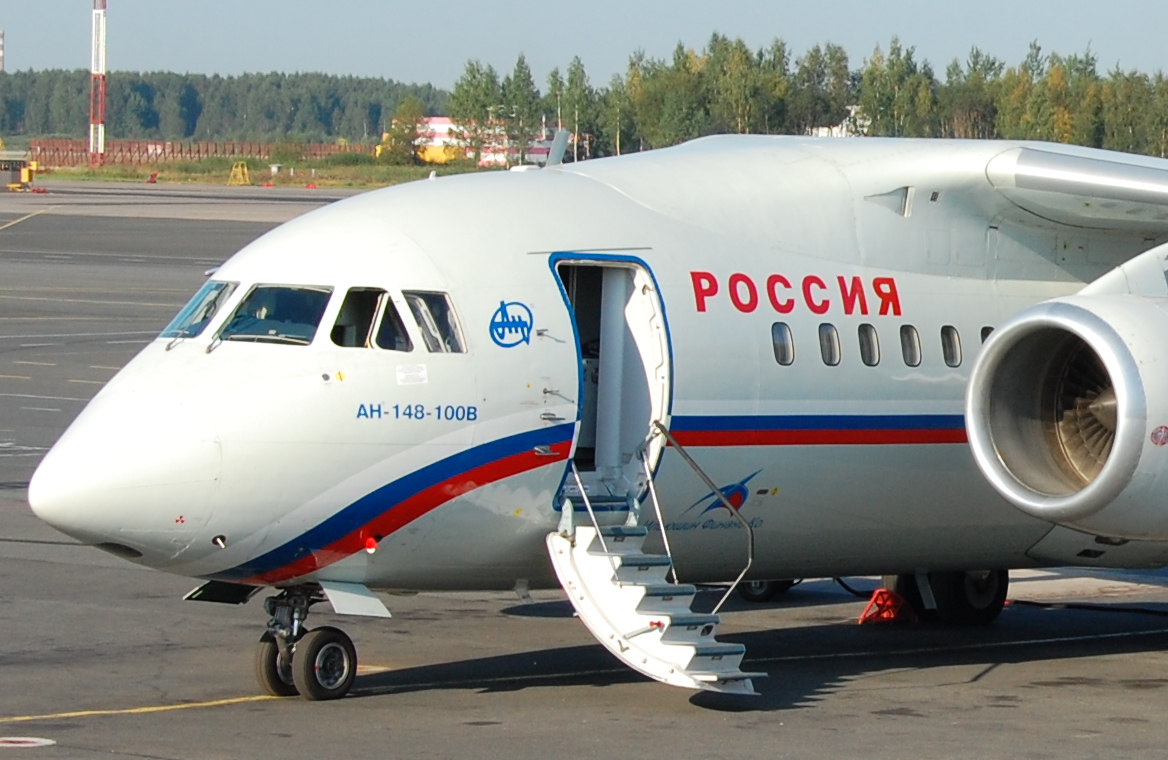
Vstupní dveře se schody

Práce na projektu letounu byly zahájeny v září 2001 v ukrajinské konstrukční kanceláři Antonov. Je patrné, že letoun má sloužit jako náhrada za neekonomické stroje bývalého Sovětského svazu Tupolev Tu-134 a Jakovlev Jak-42. Letoun byl odvozen z An-74TK-300, bylo však zcela přepracováno křídlo, prodloužen trup, použity nové ukrajinské záporožské proudové motory D-436-148, nová avionika atd. V roce 2003 byly zahájeny přípravy na sériovou výrobu ve voroněžském závodě VASO a ukrajinském státním leteckém závodě v Charkově. První let se uskutečnil 17. prosince 2004, certifikace letounu, motorů a jednotky APU AI-450-MS byla dokončena 26. února 2007. Na Ukrajině byla sériová výroba zahájena v kyjevském závodě Aviant, v Rusku ve voroněžském VASO.
Prvním uživatelem se staly ukrajinské aerolinky Aerosvit, které s tímto strojem zahájily komerční provoz 2. června 2009. První sériový voroněžský stroj, zalétaný 19. července 2009, obdržela letecká společnost Rossija a první komerční let s ním absolvovala 24. prosince 2009.
Přestože současně s An-148 vznikly v Rusku i konkurenční projekty obdobných letounů Suchoj Superjet 100 a Tupolev Tu-334, předpovídají odborníci tomuto stroji dobrou budoucnost. Na začátku roku 2010 byly registrovány asi dvě stovky objednávek, největší zájem projevily společnosti Atlant-Soyuz, Polet a Rossija. V závodě VASO proto musí řešit otázku nedostatečných výrobních kapacit na pokrytí těchto požadavků, neboť zároveň mají vyrábět i Tu-204SM a MS-21.
O licenční výrobu projevil zájem íránský výrobce letadel HESA.[kdy?][zdroj?]

## Charakteristika

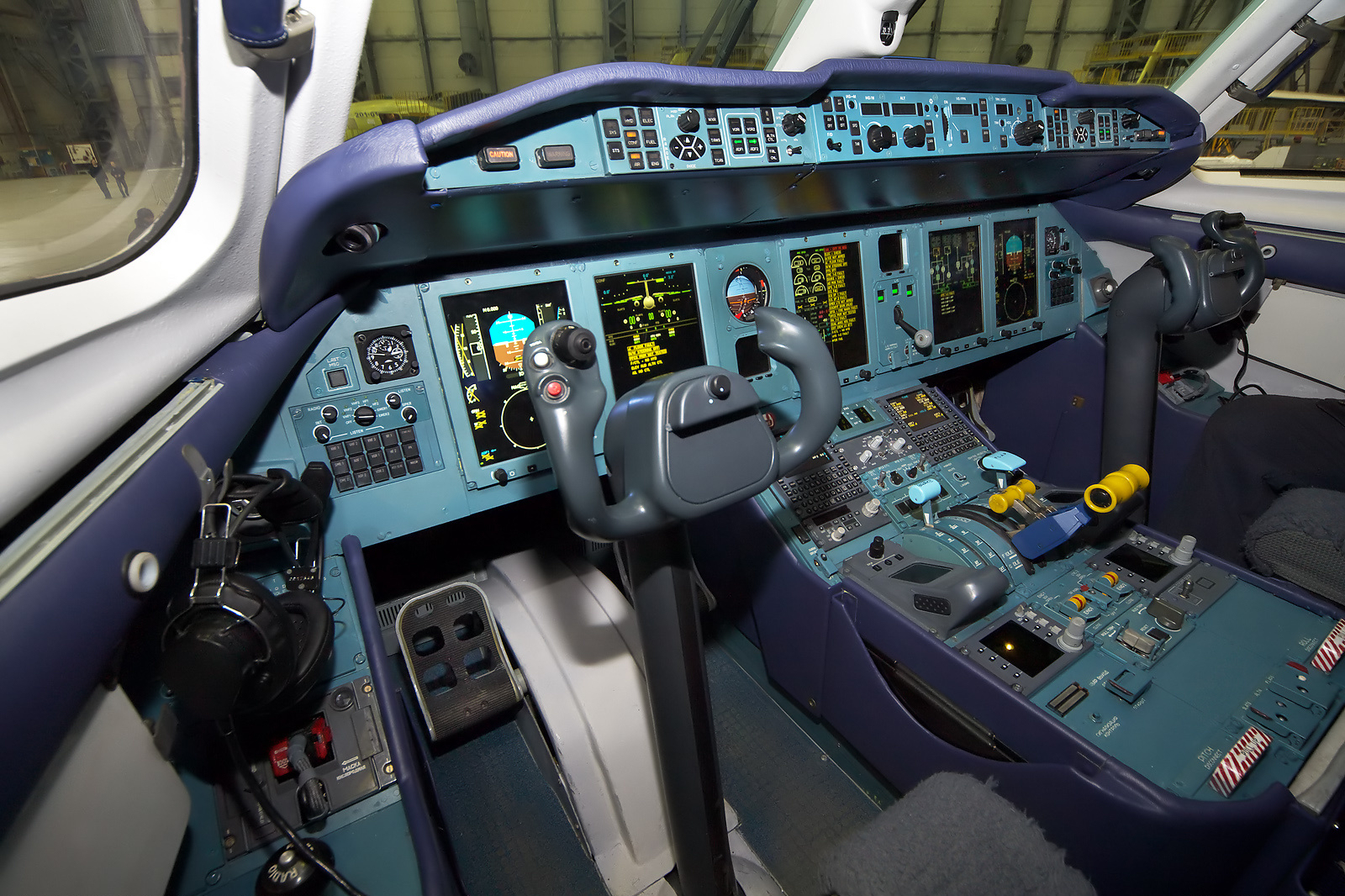
Skleněný kokpit stroje Antonov An-148-100B

An-148 je dvoumotorový hornoplošník s motory na pylonech pod křídlem. Hornoplošné uspořádání poskytuje křídlu a motorům na zemi ochranu před cizími předměty. Vestavěný autodiagnostický systém, APU jednotka a vysoká spolehlivost umožňují, aby byl typ provozován i na hůře vybavených letištích a travnatých VPD. Díky moderní avionice a navigačnímu vybavení, multifunkčním displejům a systému fly-by-wire může An-148 létat ve dne i v noci, za špatného počasí, za podmínek IFR a VFR na leteckých tratích s vysokou hustotou provozu. Letoun je poháněn dvojicí proudových motorů typu Ivčenko D-436-148.
Hlavní verzí bude An-148-100 s kapacitou 70 cestujících (případně 80 cestujících s menšími rozestupy mezi sedadly) v jedné třídě. Dolet An-148-100 se bude pohybovat mezi 2 200 a 5 100 km podle přání zákazníka.

## Verze

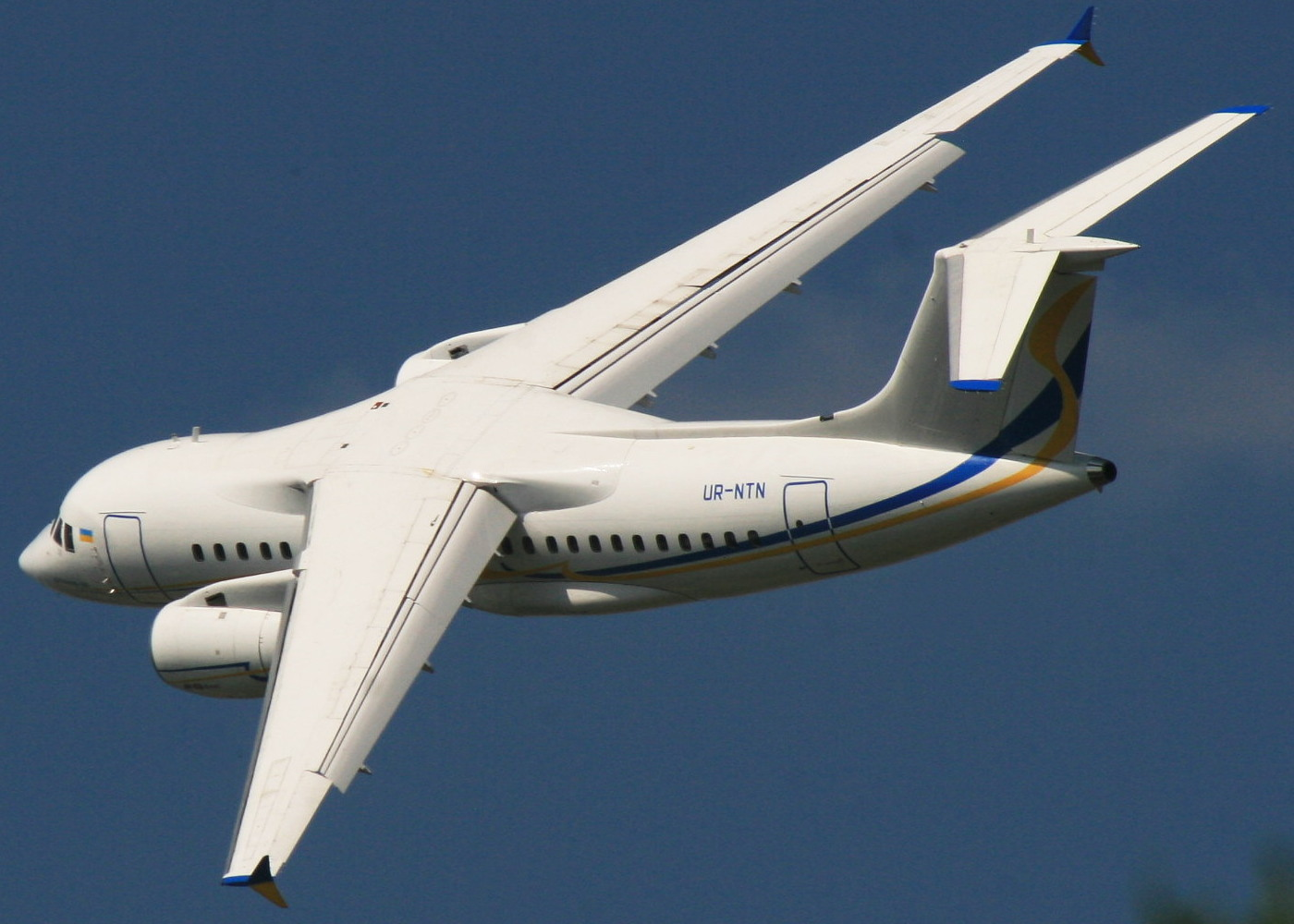
Během letu

- An-148-100A – základní varianta, dolet 2 000 až 3 000 km
- An-148-100B – střední trati, dolet 3 000 až 4 000 km
- An-148-100E – prodloužený dolet až 5 000 km
- An-158 (An-148-200) – prodloužená verze s 99 sedadly, zálet 28. dubna 2010, certifikace 28.2.2011, výroba 2011
- An-168 (An-148 ABJ) – business jet (VIP verze) odvozená od An-148, výroba zahájena na konci 2009
- An-178 – projektovaná nákladní (cargo) verze, nosnost 15-20 t, motory D-436-148FM, náhrada An-26, An-32 apod., konkurent vyvíjeného stroje Iljušin Il-276 a západních CASA C-295 a C-130 Hercules

## Nehody
Dne 5. března 2011, při výcvikovém letu dvou pilotů vzdušných sil Myanmaru, došlo u vesnice Garbuzovo v Bělgorodské oblasti, asi 130 km jižně od Voroněže, k letecké nehodě, při níž zahynuli 4 piloti spolu s navigátorem a mechanikem a stroj byl zcela zničen.
Dne 11. února 2018 se krátce po startu z moskevského letiště Domodědovo zřítil let číslo 703 Saratovských aerolinií poblíž vesnice Argunovo. Všech šest členů posádky a 65 cestujících zemřelo.

## Specifikace

Třípohledový nákres An-148

### Technické údaje
- Posádka: 2
- Kapacita:
  - Maximální počet cestujících: 80
  - Maximální hmotnost nákladu: 9000 kg
- Maximální množství paliva: 12 100 kg
- Délka vzletové dráhy: 1750 – 2100 m
- Spotřeba paliva: 1470 kg/h
- Pohonná jednotka:

### Výkony
- Rychlost: 820 – 870 km/h
- Letový dostup: 11 000 – 12 500 m
- Dolet: (podle verze)
  - 100A: 2200 km
  - 100B: (se 75 cestujícími): 3600 km
  - 100E: (se 75 cestujícími): 5100 km